# Alfredo Tena
Alfredo Tena Garduño (Mexikóváros, 1956. november 21. – ) mexikói válogatott labdarúgó, edző. 

## Pályafutása

### Klubcsapatban
Pályafutása nagy részét egyetlen csapatban, a Club Américában töltötte. 1974 és 1991 között hat bajnoki címet szerzett és három alkalommal nyerte meg a térség legrangosabb nemzetközi trófeáját a CONCACAF-bajnokok kupáját. 1992 és 1992 között egy évet játszott a Tecos UAG csapatában is.

### A válogatottban
1976 és 1991 között 107 alkalommal szerepelt az mexikói válogatottban és 12 gólt szerzett. Tagja volt az 1977-ben CONCACAF-bajnokságot nyert válogatott keretének és részt vett az 1978-as világbajnokságon, illetve az 1981-es CONCACAF-bajnokságon is.

## Sikerei, díjai

### Játékosként
Club América
- Mexikói bajnok (6): 1975–76, 1983–84, 1984–85, Prode 85, 1987–88, 1988–89
- Mexikói szuperkupa (3): 1976, 1988, 1989
- CONCACAF-bajnokok kupája (3): 1977, 1987, 1990
- Copa Interamericana (1): 1977

Mexikó
- CONCACAF-bajnokság győztes (1): 1977

### Edzőként
Santos Laguna
- Mexikói bajnok (1): Invierno 1996

CF Pachuca
- Mexikói bajnok (1): Invierno 2001
- CONCACAF-bajnokok kupája (1): 2002